# Ciboria batschiana
Espèce
Synonymes
- Ciboria pseudotuberosa Rehm[2]
- Hymenoscyphus pseudotuberosus (Rehm) W.Phillips[2]
- Peziza glandicola Doassans & Pat.[2]
- Phialea glandicola (Doassans & Pat.) Gillet[2]
- Sclerotinia batschiana Zopf (basionyme)[2]
- Sclerotinia pseudotuberosa (Rehm) Rehm[2]
- Stromatinia pseudotuberosa (Rehm) Boud.[2]

Ciboria batschiana est une espèce de champignons (Fungi) ascomycètes de la famille des Sclerotiniaceae. Cette pézize brune présente sur l'ensemble de l'Eurasie se développe au sein des glands. Agent de la pourriture noire du gland, ce champignon peut avoir un impact non négligeable en sylviculture, notamment dans la régénération naturelle des Chênes.

## Description
Ciboria batschiana produit des apothécies aux allures de pézizes mesurant 15 mm de diamètre pour 20 mm de hauteur. Colorées de gris-brun, lisses et brillantes à mates, elles sont en forme de coupelle à la bordure régulière. Le pied concolore est plus ou moins long et cylindrique, sa partie supérieure étant le prolongement de l'apothécie. La chair cireuse et tendre est colorée de brun.
Les spores ellipsoïdes, lisses, non guttulées et parfois en pointe, mesurent de 10 à 12 μm de long pour 4 à 4,5 μm. Elles sont regroupées par 8 dans des asques cylindriques-claviformes mesurant de 120 à 125 μm de long pour 8 à 9 μm de large. Ils sont protégés par des paraphyses cylindriques, légèrement élargies au sommet.

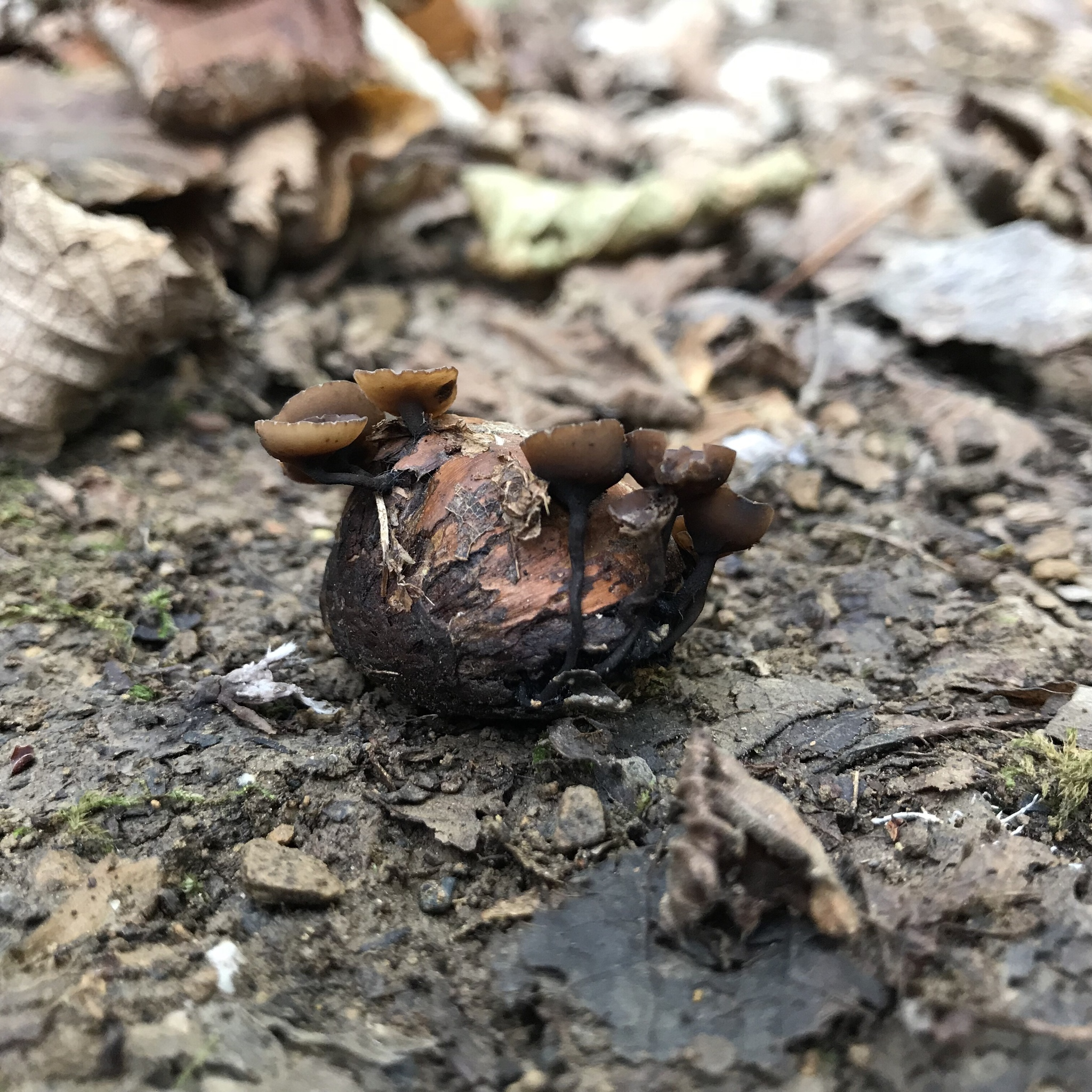
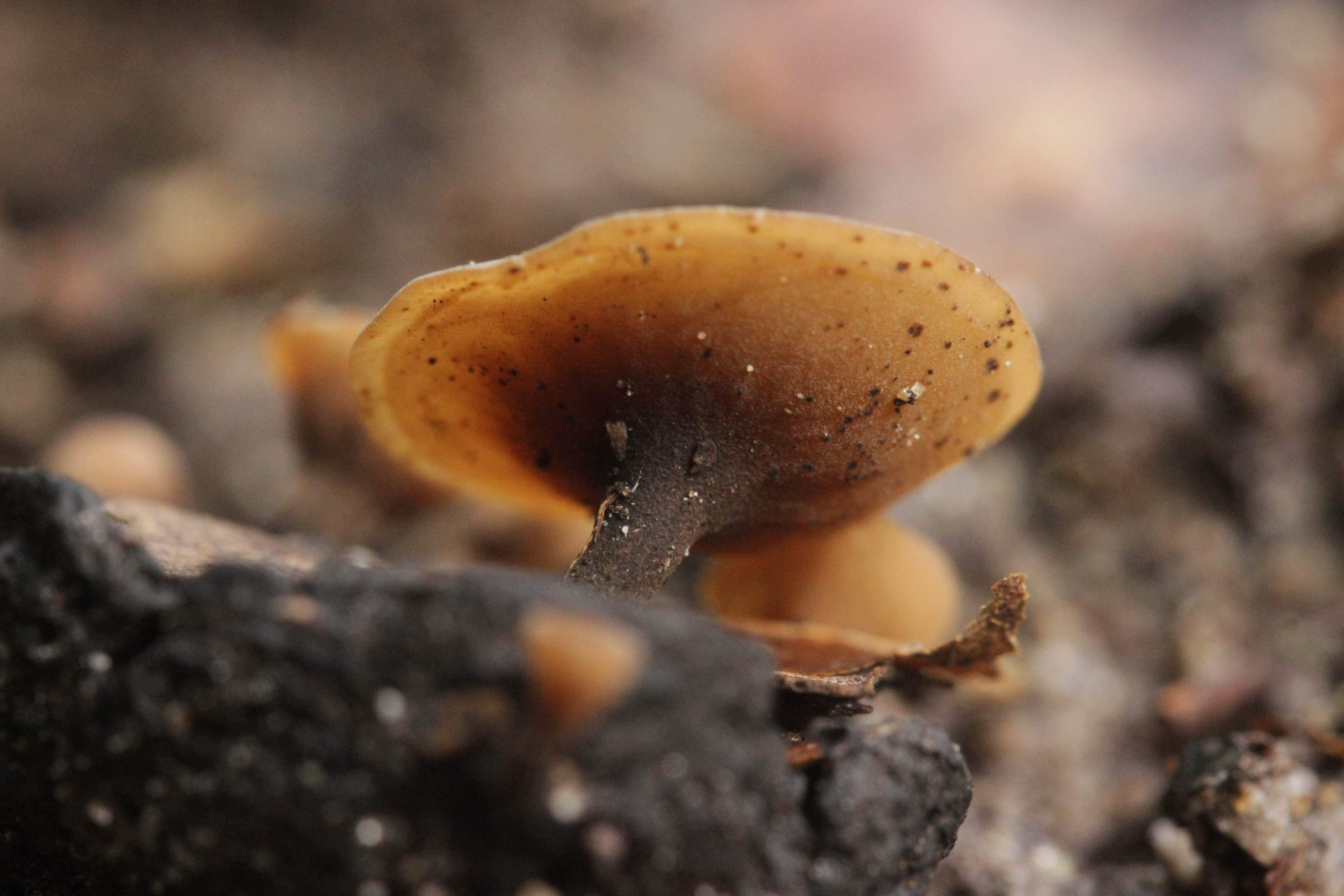
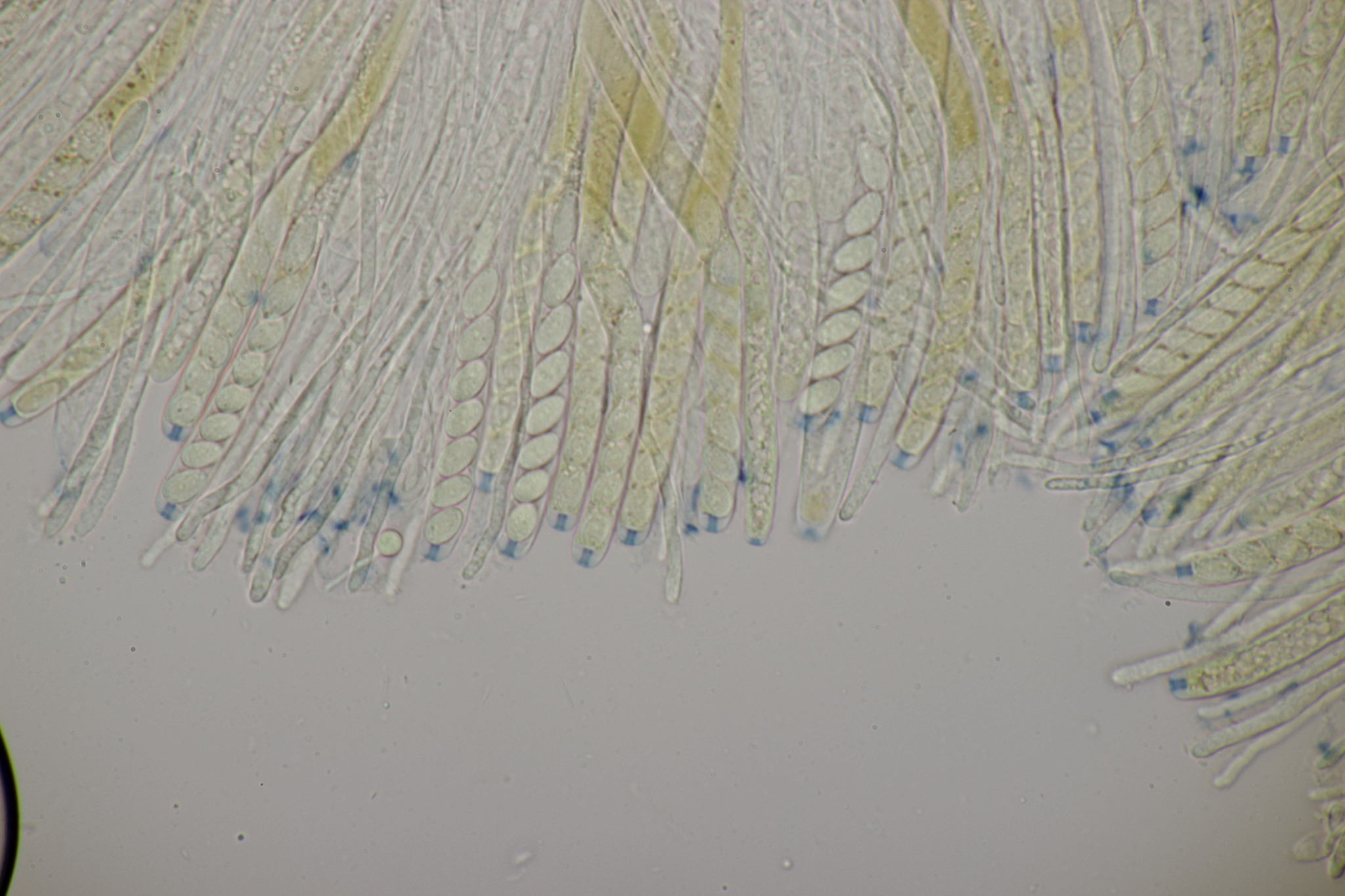
Asques et spores.

## Confusions possibles
Ciboria batschiana se distingue aisément par son habitat particulier. Lanzia echinophila est une espèce morphologiquement proche qui pousse typiquement dans les bogues de châtaignes, mais peut également parfois se développer dans les glands. Elle produit des spores cloisonnées en forme de croissant plus grandes, mesurant de 18 à 20 μm de long pour 5 à 6 μm. Souvent, de petites spores secondaires sont présentes mais elles sont arrondies aux extrémités extérieures. Ciboria americana est une espèce Nord-américaine légèrement plus petite au pied long, entièrement brun noisette. Elle fructifie en troupe sur des châtaignes détériorées et présente des spores non cloisonnées plus petites mesurant de 6 à 8,5 μm de long pour 3 à 4 μm de large.

## Écologie, biologie et répartition
Ciboria batschiana se développe en automne exclusivement sur les glands de Chênes tombés et déformés, de préférence par temps humide et frais. L'infection des glands de l'année se fait au sol à partir des spores produites par les champignons en pleine fructification présents sur les glands de l'année précédente. Le mycélium pénètre à l'intérieur du gland aussi bien par l'apex que par la base. Le premier symptôme est l'apparition de taches sombres sur le tégument extérieur de la graine, et de petites taches jaune orangé, bordées de sombre, sous le tégument. Avec le temps, les cotylédons deviennent bruns et poreux et dégagent une odeur de pourriture désagréable. L'automne suivant, les fructifications se forment sur le gland désormais entièrement noir et momifié.
Cette espèce est présente sur l'ensemble du paléarctique de la France au Japon.

## Impact parasitaire
En tant qu'agent pathogène de la pourriture noire du gland, Ciboria batschiana peut provoquer la perte quasi totale des semences de glands d'une station. Afin de les préserver, les semences sont stockées au sec et peuvent être désinfectées efficacement par un traitement à l'eau chaude à 38 °C pendant 24 heures, sans que cela nuise à leurs capacités germinatives,.